# La Petite Fille aux allumettes (comédie musicale)
Pour l’article homonyme, voir La Petite Fille aux allumettes.
La Petite Fille aux allumettes est une comédie musicale, sur une musique de Julien Salvia, des paroles de Ludovic-Alexandre Vidal et un livret de Anthony Michineau.
Adaptation libre du conte de Hans Christian Andersen, le spectacle est mis en scène pour la première fois en France par David Rozen au Théâtre du Palais-Royal en 2015.

## Synopsis
Dans les rues de Londres, en plein hiver... Une jeune orpheline, Emma, est recueillie dans un orphelinat, à la mort de sa grand-mère. Le lieu est tenu par l'affreux Collins, qui envoie la jeune fille vendre neuf allumettes dans la rue pour gagner le droit de dormir au foyer... La petite Emma, transie de froid et n'ayant pas réussi à vendre la moindre allumette, finit par craquer l'une d'entre elles pour se réchauffer... Et soudain, elle est embarquée au cœur d'un royaume imaginaire.

## Équipe créative

### Auteurs
- Musique : Julien Salvia
- Paroles : Ludovic-Alexandre Vidal
- Livret : Anthony Michineau

### Mise en scène et chorégraphie de la production originale française
- Mise en Scène : David Rozen
- Chorégraphie : Johan Nus

### Son et visuel de la production originale française
- Orchestrations : Shay Alon
- Sound design : Stéphane Goldsztejn
- Conception Lumière : Alex Decain
- Scénographie : Juliette Azzopardi et David Kawena[2]
- Costumes : Jackie Tadeoni
- Perruques : Caroline Bitu
- Maquillages  : Christine Lemarchand

## Distributions

### Distribution originale
- Lilly Caruso / Marlène Connan[3] : Emma
- Alexandre Faitrouni[4] : Sacha
- Nathalie Lermitte : La Reine, la Dame de services sociaux
- Gaëlle Gauthier : Madame Olga, Anya
- Julien Mior : Collins, Fragotov
- Guillaume Beaujolais : Miroslav, Le Marchand de Jouet, Artchie, Williamson
- Thomas Ronzeau : Aleksey, Capitaine John-John, Monstro Falco
- Lucie Riedinger : Miss Pottinger, Anca, Carlotta, Affreux

### Autres distributions alternantes
- Maxime Guerville : Sacha
- Sophie Delmas /  Angélique Magnan / Mathilde Libbrecht : La Reine, la Dame de services sociaux
- Véronique Hatat / Marie Glorieux / Léna Mée  : Madame Olga, Anya
- Sebastiao Saramago : Collins, Fragotov
- Pierre Hélie  / Thomas Langlet / Loaï Rahman / Vincent Thomas : Miroslav, Le Marchand de Jouet, Artchie, Williamson
- Nicolas Soulié / Harold Simon / Florian Cleret / Sian Ramond : Aleksey, Capitaine John-John, Monstro Falco
- Marie Glorieux / Eva Gentily / Pauline Servant : Miss Pottinger, Anca, Carlotta, Affreux

## Numéros musicaux
1. "Ouverture" – Orchestre
2. "Faut tout faire comme dit Collins"  – Collins, Emma, Miss Pottinger, Ensemble
3. "Retrouver" – Emma
4. "Bienvenue chez vous" – Miroslav, Sacha, Aleksey, Anca, Anya, Ensemble
5. "Retrouvailles" – La Reine, Emma
6. "Ne sois pas une tête brûlée" – Sacha, Emma
7. "Retrouvailles (Reprise)" – La Reine
8. "Retrouver (Reprise 1)" - Emma
9. "Les leçons de Madame Olga" – Madame Olga
10. "Retrouver (Reprise 2)" - Emma
11. "Les leçons de Madame Olga (Reprise)" – Madame Olga, Atchie, Ensemble
12. "Ne sois pas une tête brulée (Reprise)" - Reprise"– Sacha
13. "C'est ça d'être un bon pirate!" – Capitaine John-John, Carlotta, Sacha, Emma, Ensemble
14. "J'ai gardé mon âme d'enfant" – Fragotov, Ensemble
15. "Il est l'heure de dormir" – La Reine, Sacha
16. "Final" – Emma, Sacha, La Reine, Madame Olga, Ensemble

L'album du spectacle est sorti en 2015.

## Vie du spectacle
La première parisienne a lieu le 14 février 2015 au Théâtre du Palais-Royal. Le spectacle est très bien accueilli par le public et la presse, aussi bien spécialisée que généraliste ,,,,,,,,,,,,,.
La saison suivante, le spectacle est transféré au Théâtre du Gymnase Marie-Bell,. En parallèle, une tournée est organisée dès décembre 2015.
En septembre 2016, le spectacle est présenté en lecture à New-York au New York Theatre Barn. Le spectacle est adapté en anglais par Michael Conley. Le rôle d'Emma est interprété par Raleigh Shuck, celui de Sacha par Gabe Gibbs  et celui de la Reine par Mary Mossberg 
D'octobre 2018 à mars 2019, le spectacle reprend au Théâtre de la Renaissance ,,,.
De novembre 2019 à janvier 2020, le spectacle part en tournée en Chine,,,.

## Nominations et prix
| Année | Récompense                               | Catégorie                                 | Nommé                                     | Résultat   | Références |
| ----- | ---------------------------------------- | ----------------------------------------- | ----------------------------------------- | ---------- | ---------- |
| 2016  | Molières 2016                            | Molières du Jeune Public                  | Molières du Jeune Public                  | Nomination | [ 30 ]     |
| 2017  | Les Trophées de la Comédie Musicale 2017 | Trophée de la Reprise de Comédie Musicale | Trophée de la Reprise de Comédie Musicale | Nomination | [ 31 ]     |